# LightWave

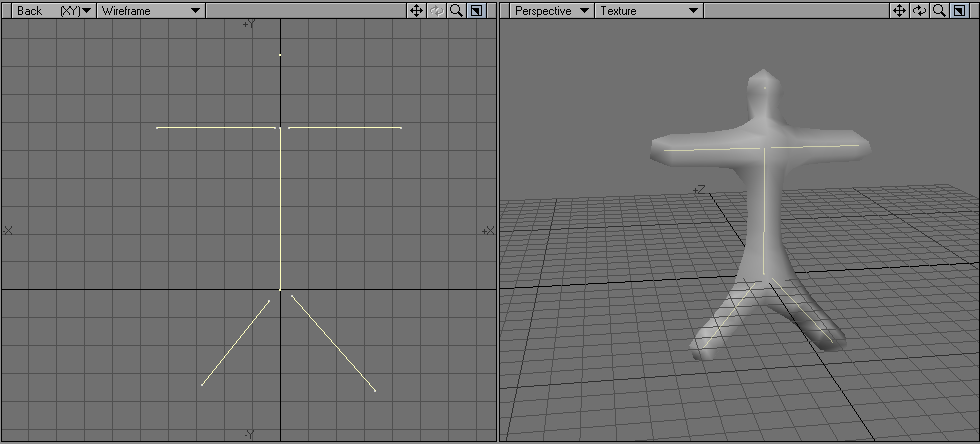
Demonstração do uso do programa LightWave 3D.

LightWave, ou LightWave 3D, é um programa para modelagem, animação e renderização de modelos 3D. É composta por dois módulos principais: "Layout" e "Modeler". O primeiro serve para fazer a finalização dos projetos onde se ilumina, anima, etc. O segundo serve para "criar" os modelos 3D como o próprio nome diz.